# Cantó de Graulhet
El cantó de Graulhet és un cantó francès del departament del Tarn, situat al districte de Castres. Té 7 municipis i el cap cantonal és Graulhet.

## Municipis
- Britèsta
- Buscas
- Graulhet
- Missegle
- Molairés
- Puègbegon
- Sant Gausenç

## Història
| Data d'elecció                           | Identitat       | Partit        | Qualitat |
| ---------------------------------------- | --------------- | ------------- | -------- |
| 1985-1992                                | Guy Laporte     | Divers droite |          |
| 1992-                                    | Claude Bousquet | PS            |          |
| les dades anteriors no són pas conegudes |                 |               |          |
|                                          |                 |               |          |

## Demografia
| 1962   | 1968   | 1975   | 1982   | 1990   | 1999   | 2007   |
| ------ | ------ | ------ | ------ | ------ | ------ | ------ |
| 12.898 | 15.132 | 17.443 | 17.193 | 17.417 | 16.293 | 15.982 |